# ミツビシ・モーターズ・フィリピン
ミツビシ・モーターズ・フィリピンズ・コーポレーション（英: Mitsubishi Motors Philippines Corporation、略：MMPC）はフィリピンのマニラ首都圏に本社を置く自動車製造・販売会社である。
設立当初の名称はフィリピン・オートモービル・マニュファクチャリング・コーポレーション（英: Philippine Automotive Manufacturing Corporation、略：PAMCOR）で、現在の名称になったのは1996年8月からである。

## 歴史
（出典：Company History）
- 1963年 - クライスラーがフィリピンにてクライスラー・フィリピン・コーポレーション（英: Chrysler Philippines Corporation、略：CPC）を設立。
- 1972年 - 日商岩井、三菱自動車、現地企業がCPC社に資本参加。コルトギャラン、ランサー、ミニカ等のKD生産を実施。
- 1978年10月 - クライスラーがフィリピンから撤退。日商岩井、三菱自動車、現地企業の3社による共同出資により、社名をカンルバン・オートモーティブ・リソーシズ・コーポレーション（英: Canlubang Automotive Resources Corporation、略：CARCO）に変更。
- 1987年1月 - フィリピン政府による自動車産業発展計画の見直しにより、日商岩井と三菱自動車がフィリピン・オートモービル・マニュファクチャリング・コーポレーションをカインタに設立。CARCOから事業を引き継いだ。
- 1994年 - 1967年7月の操業を開始して以来、累計生産台数が25万台に達した。
- 1995年2月 - アジアで最も権威ある英語ニュース雑誌の1つファー・イースタン・エコノミック・レビュー（英語版）は、製品品質及びサービスにおいてアジアのトップ5企業の1つにPAMCORを選んだ。
- 1996年8月 - 社名をミツビシ・モーターズ・フィリピンズ・コーポレーションに変更。
- 1999年1月 - フィリピンでの自動車販売台数が第1位になった。
- 1999年2月 - ISO9001認証を取得した。
- 2001年3月 - 累計生産台数が40万台に達した。
- 2008年3月 - 1971年以来、累計販売台数が50万台に達した。
- 2009年 - 累計生産台数が50万台に達した。これを記念して同年12月にランサーEXのKD生産を開始。
- 2013年 - 設立から50年を迎える。
- 2015年1月 - ラグナ州サンタローサの新工場で、アドベンチャーとL300の生産を開始[3]。
- 2016年2月 - ラグナ州サンタローサ（英語版）工場にて累計生産台数が60万台に達した。
- 2017年2月 - ミラージュG4の生産を開始した[4]。
- 2018年2月 - プレス工場の開所式を実施した[5]。
- 2019年4月 - 累計販売台数が100万台に達した[6]。
- 2019年11月 - 累計生産台数が70万台に達した。
- 2020年 - L300の累計生産台数が20万台に達した[7]。
- 2024年4月 - 2023年度の販売台数が過去最高を記録[8]。
- 2025年4月 - 2024年度の販売台数が2年連続で記録を更新[9]。

## アジアン・トランスミッション・コーポレーション
1973年に日商岩井、三菱自動車、CPC社の3社により設立。略称はATC。1974年からマニュアルトランスミッション、1991年からエンジン、1995年からアクスルの生産を開始した。2014年にMMPC及び双日が保有するATCの株式を三菱自動車が保有し三菱自動車の子会社となる。

## 生産車種
（出典：ファクトブック、ファクトブック 2002、ファクトブック 2005(英語)、ファクトブック 2010、ファクトブック 2012、ファクトブック 2017ファクトブック 2019）

### 生産車種
- 三菱・L300（1987年 - ）
- 三菱・ミラージュG4（2016年 - ）
- 三菱・ミラージュ（2017年 - ）

### 過去の生産車種
- 三菱・ランサー（1987年 - 2002年）
- 三菱・ギャラン（1988年 - 2005年）
- 三菱・アドベンチャー（1998年 - 2017年）
- 三菱・L200（1999年 - 2005年）
- 三菱・ランサーEX（2009年 - 2014年）

## 生産台数
（出典：ファクトブック、ファクトブック 2002、ファクトブック 2005(英語)、ファクトブック 2010、ファクトブック 2012、
ファクトブック 2016、ファクトブック 2017、ファクトブック 2019）
|        | L300   | ランサー | ランサーEX | アドベンチャー | L200  | ミラージュG4 | ミラージュ |
| ------ | ------ | -------- | ---------- | -------------- | ----- | ------------ | ---------- |
| 1997年 | 9,566  | 11,446   | -          | -              | -     | -            | -          |
| 1998年 | 3,698  | 3,411    | -          | 6,258          | -     | -            | -          |
| 1999年 | 3,707  | 2,140    | -          | 4,775          | 950   | -            | -          |
| 2000年 | 2,918  | 1,880    | -          | 6,729          | 1,577 | -            | -          |
| 2001年 | 2,079  | 2,574    | -          | 7,714          | 1,253 | -            | -          |
| 2002年 | 3,507  | 1,294    | -          | 10,043         | 1,421 | -            | -          |
| 2003年 | 3,529  | -        | -          | 3,921          | 692   | -            | -          |
| 2004年 | 2,826  | -        | -          | 5,868          | 361   | -            | -          |
| 2005年 | 3,685  | -        | -          | 5,876          | 5     | -            | -          |
| 2006年 | 3,992  | -        | -          | 4,560          | -     | -            | -          |
| 2007年 | 4,580  | -        | -          | 6,033          | -     | -            | -          |
| 2008年 | 4,117  | -        | -          | 4,570          | -     | -            | -          |
| 2009年 | 4,642  | -        | N/A        | 5,986          | -     | -            | -          |
| 2010年 | 6,891  | -        | N/A        | 7,390          | -     | -            | -          |
| 2011年 | 6,448  | -        | 337        | 6,712          | -     | -            | -          |
| 2012年 | 6,467  | -        | 1,842      | 6,062          | -     | -            | -          |
| 2013年 | 7,330  | -        | 1,122      | 7,154          | -     | -            | -          |
| 2014年 | 8,484  | -        | 845        | 6,237          | -     | -            | -          |
| 2015年 | 9,973  | -        | -          | 7,204          | -     | -            | -          |
| 2016年 | 12,634 | -        | -          | 11,376         | -     | 1,388        | -          |
| 2017年 | 13,728 | -        | -          | 8,128          | -     | 10,475       | 4,633      |
| 2018年 | 4,656  | -        | -          | -              | -     | 14,072       | 3,885      |

### 注記
1. ↑  出典にはKD生産は含まれない。
2. ↑  出典にはKD生産は含まれない。